# Friesenwall
De Friesenwall was tijdens de Tweede Wereldoorlog een geplande, maar slechts deels voltooide, verdedigingsconstructie aan de Noordzeekust van Duitsland. Met de bouw hiervan werd tegen het einde van de oorlog begonnen. 
Het plan kwam voort uit de angst van de nazi's voor een geallieerde invasie van de Noordzeekust. De lengte had rond de 250 kilometer moeten bedragen. Bij de bouw werden ongeveer 25.000 arbeiders ingezet, van wie er honderden omkwamen.
De naam van de versterking moest associaties oproepen met de als ‘onoverwinnelijk’ gepropageerde Westwall. Tegelijkertijd was het een verwijzing naar nationaalsocialistische mythen over de bijzonder strijdlustige Friezen.
De hele verdediginslinie was in militair opzicht zinloos. Het grootste deel van de werken werd na de oorlog opgevuld. Aan de kust zijn nog enkele ruïnes van bunkers en tankversperringen overgebleven.

## Geschiedenis
Adolf Hitler beval op 28 augustus 1944 om de Duitse Noordzeekust te versterken. De Friesenwall zou gaan lopen van de grens met Nederland tot aan die met Denemarken. De Friesenwall lag in het verlengde van de Frieslandriegel die in Nederland liep. Voor de Friesenwall werden antitankgrachten van vijf meter breed en vier meter diep gegraven. Ook kwamen er bunkers. 
Voor de bouw werden ongeveer 16.000 krijgsgevangenen ingezet. Bovendien werden 6.000 gevangenen vanuit het concentratiekamp Neuengamme verplaatst naar nieuw gebouwde buitenkampen, namelijk Engerhafe (2.000 gevangenen) in Oost-Friesland, Meppen-Versen en Dalum in het Emsland en Schwesing en Ladelund (in totaal 4.000 gevangenen) in Noord-Friesland. De gevangenen kwamen uit heel Europa en waren om verschillende redenen naar het concentratiekamp Neuengamme gedepoteerd. Meer dan de helft van de dwangarbeiders was Nederlands; Andere grote groepen kwamen uit Frankrijk, Denemarken en Polen. Er was ook een contingent etnische Duitsers: leden van de Hitlerjugend, oudere mannen, leden van de Wehrmacht en leden van de Organisation Todt. In sommige gevallen vervoerden de nazi's hele schoolklassen naar de kust om daar het werk uit te voeren.
De gevangenen van de concentratiekampen werkten twaalf uur per dag, zeven dagen per week. Tijdens de aanhoudende regenval in de herfst van 1944 moesten ze de zware en natte kleigrond met primitief materieel uitgraven. Tussen september en december stierven er in het kamp Schwesing 300 tot 500 mensen. In het kamp Ladelund stierven tussen 1 november en 16 december nog eens 300 personen.
De Friesenwall zou gaan bestaan uit loopgraven en uitgegraven bunkers. Dit zou direct aan de zeedijk worden geplaatst, aangevuld met twee antitankgrachten, die verder landinwaarts waren gepland. Evenwijdig aan de Duits-Deense grens was een zogeheten "Riegelstellung" gepland.
De werkzaamheden werden halfslachtig gepland en uitgevoerd. Tussen eind 1944 en februari 1945 werd het werk deels gestopt. De Friesenwall werd min of meer voltooid tussen Husum en Bredstedt en bestond uit losse stukken in het noorden van Noord-Friesland. In totaal bouwden de arbeiders 237 kilometer tankgrachten, 250 kilometer loopgraven en 4.633 tobruks.
Het kamp Wedel kreeg een rol als aparte ‘versterkingsring’ binnen de Friesenwall rond Hamburg.